# 李文华 (中将)
李文华（1945年—），内蒙古武川人，中国人民解放军将领、中国人民解放军中将。 
2003年，授予中国人民解放军中将，任北京军区副政治委员。2008年，当选第十一届全国政协委员，代表特别邀请人士，分入第五十五组。